# Daman (Inde)
Pour les articles homonymes, voir Daman.
Daman (Damão en portugais) est une ville située dans le district de Daman, territoire de Dadra et Nagar Haveli et Daman et Diu en Inde. La cité est située à l'est du golfe de Cambay, enclavé sur les côtes de l'État du Gujarat. 
La ville abrite une population de 191 173 habitants (recensement de 2011).

## Histoire
La ville fut occupée par les Portugais dès 1531, et cédée au Portugal en 1539 par le sultan du Gujarat Mahmud Shah III. La ville historique est appelée Moti (Grand) Daman, même si aujourd'hui Nani (Petit) Daman, établi sur l'autre rive de la Daman Ganga, compte plus d'habitants.
Daman a été incorporé dans la République d'Inde en décembre 1961 après une bataille entre les Indiens et les Portugais. Elle fut ensuite attachée au territoire de Goa de 1962 à 1987, avant d'intégrer le territoire de Daman et Diu jusqu'en janvier 2020 où elle intégra le territoire de Dadra et Nagar Haveli et Daman et Diu.

## Tourisme
- Forteresse de Nani Daman (ou de Saint Jérôme)
- Temple Jain, du 18e siècle
- Forteresse de Moti Daman
- Plage de Jampore
- Plage de Devka
- Eglise de Bom Jesus
- Mémorial de la libération de Daman